# Cerchia dei Navigli
La Cerchia dei Navigli es actualmente un anillo de calles que rodea el centro de Milán. Su recorrido coincide en gran parte con el del foso defensivo de la ciudad medieval, transformado en canal navegable (naviglio) y finalmente soterrado a partir del 16 de marzo de 1929.

## Historia

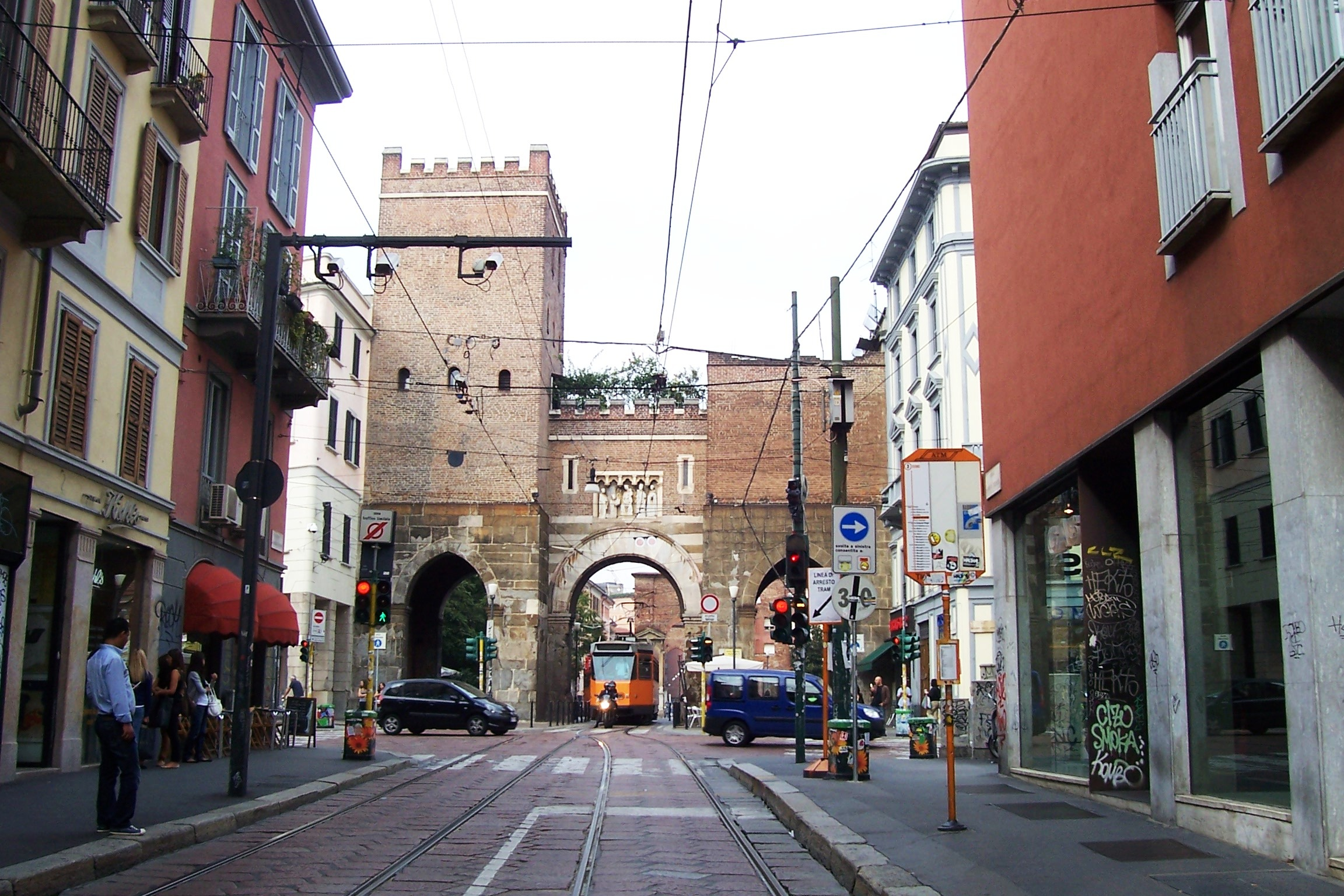
La Porta Ticinese de la antigua cinta medieval.

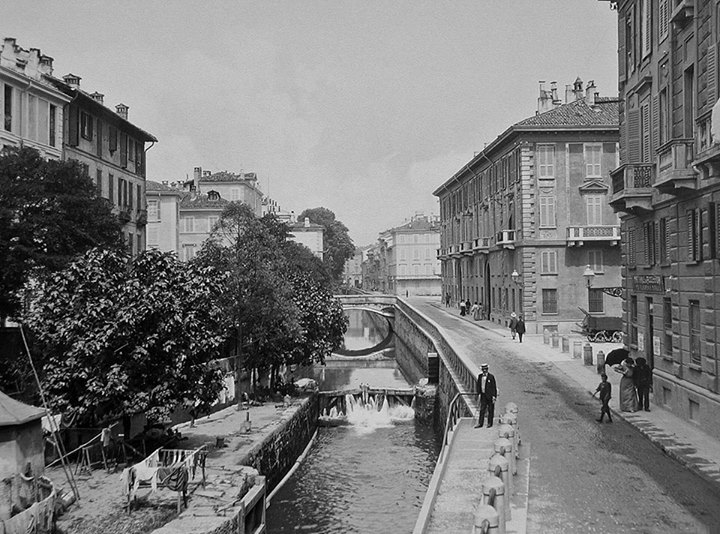
El naviglio en Via Senato, en una fotografía de principios del

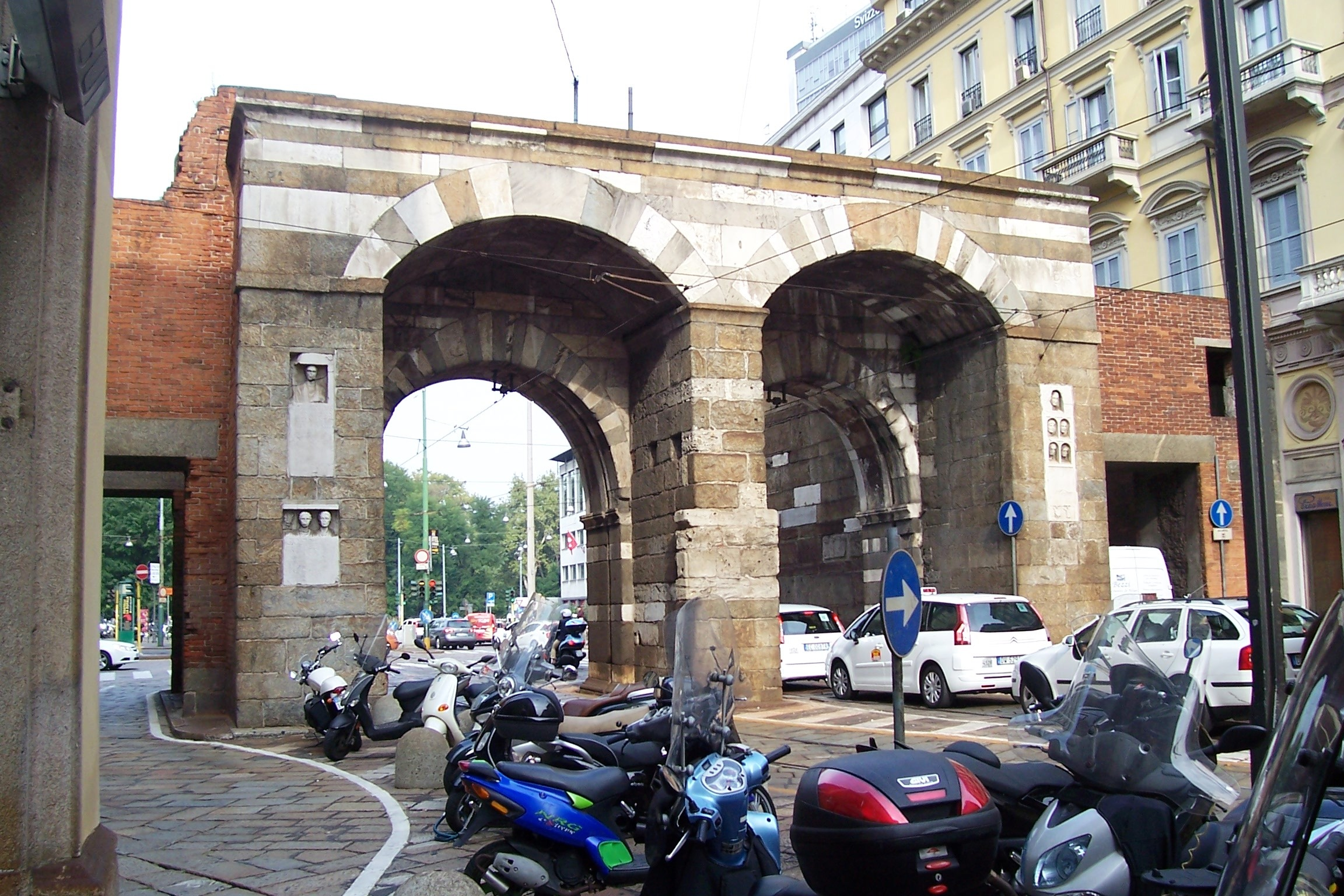
La Via Manzoni de Milán. Esta era la Porta Nuova (siglo XII) de la cinta medieval.

El origen del foso se remonta a 1156, en la época de las guerras de Milán con Barbarroja; fue Guglielmo da Guintellino, ingeniero militar genovés al servicio de los milaneses, quien proyectó las obras y supervisó su realización. Milán todavía estaba rodeada por las murallas romanas, las republicanas al sur y al oeste y la extensión maximiana (286-305) al norte y al este, aunque en muchos puntos la ciudad las había rebasado. Algunos importantes monumentos, sobre todo iglesias y conventos, se situaban en su exterior (por ejemplo, Sant'Ambrogio, San Lorenzo, San Bernardino, Sant'Eufemia, Santo Stafano y San Babila), y alrededor de estos se habían desarrollado asentamientos y actividades. La ciudad tenía desde hace tiempo un sistema hídrico complejo: recibía agua del Seveso, del Acqualunga, del Molia, del Nirone y del Olona; parte la atravesaban y parte la rodeaban o salían de ella (el Nirone y la Vettabbia).

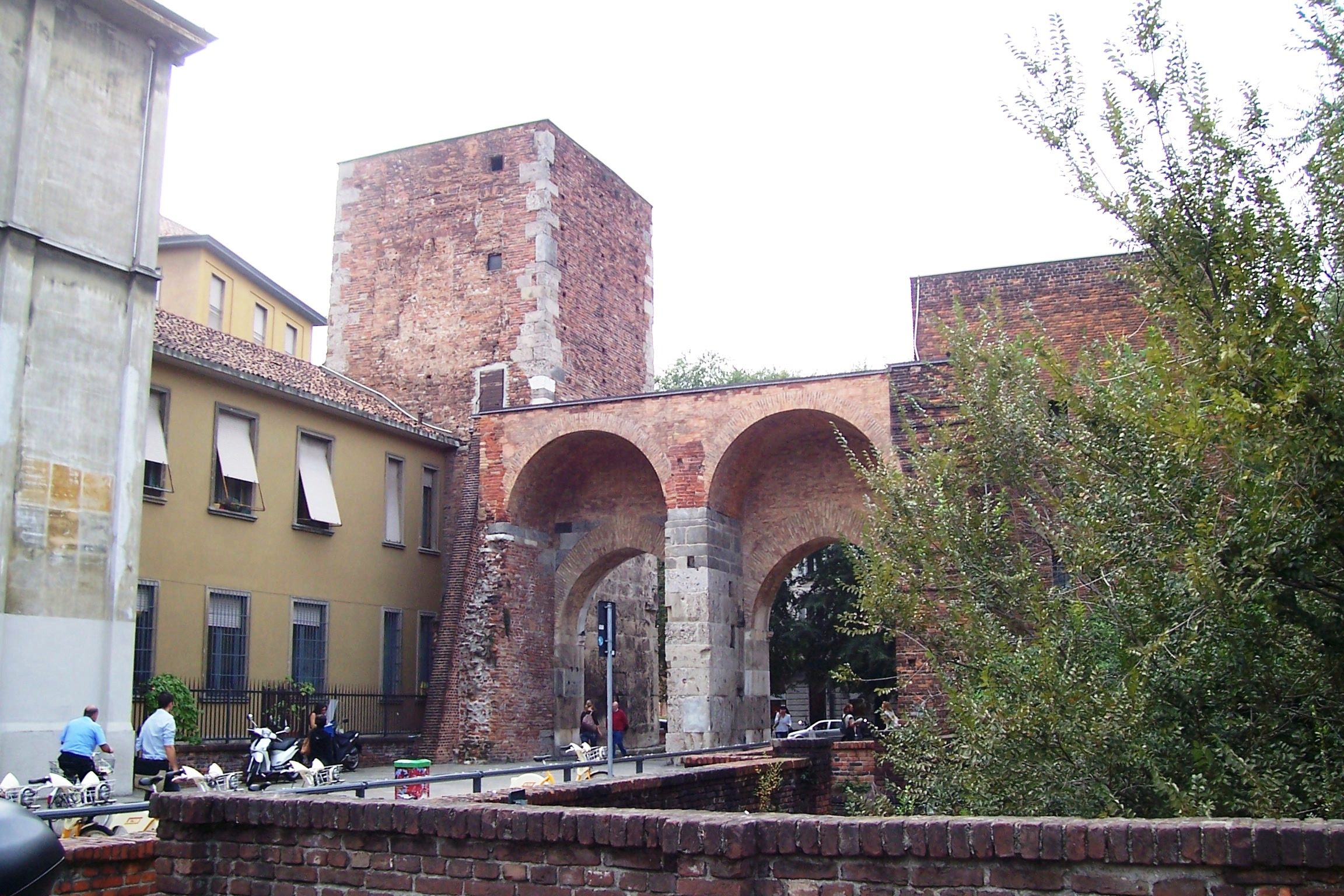
La Pusterla di Sant'Ambrogio que se abría en las murallas medievales (fosa interna). Se trata de una reconstrucción moderna (1939) sobre una base histórica y materiales antiguos.

La nueva cinta, más amplia, protegía la ciudad tal y como se había expandido con el paso de los siglos y sobre todo captaba también las aguas del Olona, hasta entonces tributario directo del Vettabbia. Todas las aguas fueron canalizadas en el nuevo foso, que tenía una anchura de veinticuatro brazos, y la tierra de relleno obtenida de las excavaciones se utilizó para construir imponentes bastiones (terraggi), bien colocados estratégicamente, pero no particularmente eficaces, construidos con tierra reforzada por empalizadas y defendidos por torres de madera. Estos eran los materiales de los que disponía Milán, lejos de las canteras de piedra y sin relieves en los cuales disponer las defensas.
Federico I Barbarroja se aprovechó de esta situación: en 1162 arrasó la ciudad y dispersó a los milaneses en diferentes aldeas. El foso y las murallas fueron reconstruidos en 1171, más eficaces, sobre todo porque los milaneses habían aprendido a combatir lejos de sus murallas, poco defendibles. Con el tiempo, la ciudad se dotó de un formidabile aparato de aliados, castillos, fortalezas y aldeas fortificadas, tanto que en el arco de dos siglos se convirtió en el más poderoso y rico de los Estados italianos. El viejo foso, superado militarmente, fue protagonista del bienestar de la ciudad: allí se desarrollaron comercios como los de la agricultura, por ser centro regulador del sistema de riego, y las múltiples actividades que el flujo del agua hacía posible: molinos, prensas, martillos... Algunas de estas actividades sobrevivieron hasta la transformación del foso en Cerchia dei Navigli.
Así lo describió Bonvesin de la Riva:

Un foso de sorprendente belleza y anchura rodea esta ciudad por todos lados y no contiene un pantano o un estanque putrefacto, sino el agua viva de las fuentes, poblada por peces y gambas. Este discurre entre un terraplén en el interior y un admirable muro en el exterior.
Bonvesin de la Riva, De Magnalibus Mediolani, Milán 1288 - Pontiggia ed. Bompiani 1974.

## Las puertas en la cinta medieval

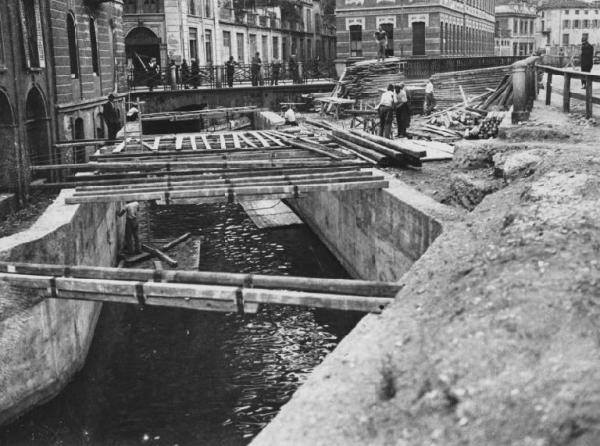
Las obras de soterramiento del naviglio cerca de la Piazza San Marco (1929-1930).

Las puertas de la ciudad que se abrían en las murallas a lo largo de la actual Cerchia eran ocho y once las pusterle o poternas, puertas de menor importancia:
- La Porta Orientale se abría en el cruce entre las actuales Via Senato, la Via San Damiano y el Corso Venezia; estaba en la directriz entre la romana Porta Argentea[3] y la actual Porta Venezia, hacia Bérgamo.
- Pusterla Monforte, frente al actual Corso Monforte.
- Porta Tosa,[4] se situaba al inicio del actual Corso di Porta Vittoria, en la directriz entre la puerta homónima romana (en la Via Larga) y la actual Porta Vittoria, en dirección del Adda.
- Pusterla di Santo Stefano, cerca de la iglesia homónima, donde se excavó el laghetto o porto del Duomo.
- Pusterla del Bottonuto, poco más al sur (posteriormente se convirtió en un paso para la Ca' Granda), conducía al barrio de Bottonuto que las crónicas recuerdan por su mala fama.
- Porta Romana, en el cruce entre la actual Via Francesco Sforza y el Corso di Porta Romana. Se accedía a ella desde el puente decorado por la estatua de San Juan Nepomuceno, protector de los navegantes. La romana estaba al inicio del decumano, en la Piazza Missori, donde todavía hoy empieza la calle que conduce hacia la entonces lejanísima Roma.
- Pusterla di Sant'Eufemia, conducía a la iglesia homónima, actualmente en el Corso Italia.
- Pusterla di San Lorenzo, conducía a Vetra, cerca de la Basílica de San Lorenzo, donde antiguamente confluían el Olona y el Vettabbia y donde hoy se encuentra la plaza homónima.
- Porta Ticinese, en la directriz de la puerta romana, en el Carrobbio, y la actual, situada en el cruce del Corso di Porta Ticinese con la Via Molino delle Armi[5] y la Via De Amicis en dirección al Ticino y a Pavía. Ha sobrevivido hasta la actualidad, y era la única dotada de un solo arco.
- Pusterla dei Fabbri, debe su nombre a la actividad del barrio al cual daba acceso (fabbri significa herreros en italiano). Colocada al final de la Via Cesare Correnti en el ensanchamiento de la Via De Amicis, fue la última en ser demolida en 1900, pese a la oposición de Luca Beltrami. Algunas partes de ella se conservan en el Museo del Castello y una estatua de época romana que se situaba allí está actualmente en la Pinacoteca Ambrosiana.[6]
- Pusterla di Sant'Ambrogio. Es un caso anómalo de pusterla con dos arcos, tan imponente como una puerta. La cercanía de las basílicas de san Ambrosio y de san Vittore justificaría para algunos historiadores esta rareza, difícil de explicar de otro modo. La reconstrucción moderna es absolutamente filológica, tanto en las formas como en los materiales empleados, en parte originales y en parte provenientes de edificios coetáneos demolidos.
- Porta Vercellina,[7] en la directriz de la puerta romana (en el Corso Magenta, a la altura de la Via Nirone) a la actual (en el Piazzale Francesco Baracca); estaba a lo largo del actual Corso Magenta en el cruce con la Via Carducci y la Via De Amicis. Curiosamente, de estas puertas de tres períodos históricos diferentes no se conserva ningún resto ni hallazgo.
- Porta Giovia, en la entrada actual del Castillo Sforzesco, fagocitada por el castillo. Se situaba en la prolongación de la línea del decumano, opuesta directamente a la Porta Romana, en el extremo opuesto, y esto sitúa la Porta Giovia romana entre la Via Cusani y el final de la Via san Giovanni sul Muro. La calle que salía de la puerta se dirigía al Seprio y a su condado por la actual Porta Sempione[8] (Arco della Pace).
- Pusterla delle Azze. Su nombre procede probablemente de asce (hacha); daba hacia una aldea conocida por la fabricación de armas. También esta fue englobada en el castillo (lado oriental).
- Porta Comasina. Es probable que la puerta medieval coincidiera con la romana, en la Via Ponte Vetero, de la misma manera que, durante un tramo, coincidieron los dos fosos defensivos.[9] De ella salía la carretera hacia Como (comensis),[10] que en Quarto Oggiaro se bifurcaba hacia Verbano. Actualmente es la Porta Garibaldi, de la cual sale un segmento de calle (Corso Como) que inmediatamente se interrumpe con el complejo de las infraestructuras ferroviarias.
- Pusterla Beatrice. Estaba al final de la Via Brera, donde empieza la Via Solferino.
- Porta Nuova. Con la ampliación maximiana de las murallas, la puerta se convirtió en Nuova[11] y el nombre se conservó en las que la sustituyeron en las murallas posteriores. La medieval está en el inicio de la Via Manzoni en la Piazza Cavour, muy bien conservada. En los pasos peatonales a ambos lados, realizados a principios del siglo pasado en dos trozos de las murallas, una serie de cavidades y restos muestran los lugares donde se albergaban las rejillas que refuerzan su cierre y aclaran su funcionamiento. De aquí salía la calle hacia Monza y el condado de la Martesana.
- Pusterla di Borgo Nuovo. Situada al final de la Via Sant'Andrea, conducía a las aldeas Nuovo, Spesso, del Gesù y Sant'Andrea, situadas entre las murallas romanas y la cinta.
- Pusterla Nuova. Estaba situada poco más al norte de la Porta Nuova.

A estas se añadió, en 1486, la Porta Lodovica (al final del actual Corso Italia), hecha abrir por Ludovico el Moro para facilitar el acceso de los peregrinos a la cercana Iglesia de Santa Maria dei Miracoli (o Santa Maria presso san Celso), todavía hoy meta tradicional para los esposos católicos el día de su boda.